# Ayoub Karrar
Ayoub Karrar (Algiers, 2 maart 1993) is een Algerijns voormalig baan- en wegwielrenner die reed voor Sovac-Natura4Ever.

## Carrière
In maart 2015 won Karrar de tweede etappe van de Ronde van Oranie, waardoor hij naar de derde plek in het algemeen klassement steeg. Zijn positie kon hij in de laatste etappe niet vasthouden: hij eindigde op plek 33 in het klassement. Later die maand wist hij in twee etappes van de Ronde van Annaba op het podium te eindigen. In de Omloop van Constantine werd Karrar aanvankelijk tiende, maar nadat winnaar Hichem Chaabane wegens doping uit de uitslag werd geschrapt schoof hij een plaats op. In juni werd hij vierde op het nationale wegkampioenschap, op ruim drie minuten van winnaar Abderrahmane Mansouri.
In februari 2016 nam Karrar deel aan de tweede Afrikaanse kampioenschappen baanwielrennen, waar hij een bronzen medaille behaalde in het onderdeel keirin. Later dat jaar werd hij onder meer zevende in de eerste etappe van de Ronde van Sétif en zeventiende in het Criterium van Sétif.

## Baanwielrennen

### Palmares
| Jaar | AK | AK     | WK | Overig |
| ---- | -- | ------ | -- | ------ |
| 2016 |    | Keirin |    |        |

## Wegwielrennen

### Overwinningen
2015
2e etappe Ronde van Oranie

## Ploegen
- 2012 –  Olympique Team Algérie
- 2014 –  Groupement Sportif des Pétroliers Algérie
- 2015 –  Groupement Sportif des Pétroliers Algérie (tot 20-5)
- 2018 –  Sovac-Natura4Ever
- 2019 –  Sovac

B.Belmokhtar · Benoua · Charabli · Kab · Karrar · Korichi · Makhlouf · Salah
A.Belmokhtar · B.Belmokhtar · Ben Youcef · Bennabi · Bourezza · Droueche · Hamza · Hannachi · Karrar · Lagab · Lallouchi · Madani · Saada · Abdel.Yahmi · Abden.Yahmi
Belmokhtar · Bille · Bouzidi · Deguide · Deriaux · Évrard · Geuens · Hamza · Karrar · Legley · H. Mansouri · I. Mansouri · Mokhtari · Rebellin · Reguigui · Stenuit · Zamparella